# اچ‌ام‌اس الیوستریوس (آر۰۶)
اچ‌ام‌اس الیوستریوس (آر۰۶) (به انگلیسی: HMS Illustrious (R06)) ناو هواپیمابر نیروی دریایی بریتانیا است که طول آن ۶۳۶ فوت (۱۹۴ متر) می‌باشد. این کشتی در سال ۱۹۷۸ ساخته شد.